# Карачевский Воскресенский монастырь
Карачевский Воскресенский монастырь (Тихонова Пустынь) — мужской монастырь Брянской епархии Русской православной церкви, расположенный в селе Бережок Карачевского района Брянской области.
Расположен на левом берегу реки Снежеть в центре села (бывшая городская слобода Бережок), доминирует в окружающем пейзаже. Монастырь находится практически на границе города Карачев, виден на подъезде к городу со стороны Брянска.

## История
В конце XVI века иеромонахом Тихоном Карачевским здесь был основан Воскресенский монастырь, называемый также Тихоновой пустынью.
По преданию, Преподобный Тихон подвизался на каменном столбе, возвышавшемся над вторым этажом монастырской церкви, где была устроена небольшая круглая келейка и висел вестовой колокол, извещавший иноков и горожан о приближении крымских татар, которые некогда производили частые набеги на Карачев и уезд. Память преподобного Тихона до революции чтилась местными жителями 16-го июня, когда из городского собора совершался сюда крестный ход.
Точное время основания обители неизвестно, однако известно, что в 1585 году она уже находилась под управлением игумена Захария.
До конца XVII века все постройки монастыря были деревянными. По описанию сына антиохийского патриарха Макарий III, архидиакона Павла Алеппского, посетившего обитель в 1654 году на пути в Москву, деревянный соборный храм Воскресения отличался своей стройностью и высотой. Поставленный на высокий подклет и окруженный галереей с тремя входами, он имел трёхчастное построение с расположенными над каждой, частью главами, лёгкими и изящными. Весьма высокой была и восьмигранная колокольня, завершённая куполом…
В конце XVII начале XVIII века на вклад великой княгини Татьяны Михайловны, дочери царя Михаила Фёдоровича, сестры царя Алексея Михайловича, построен соборный храм Воскресения.
В 1745 году он числится уже каменным. В 1680 году пустынь была приписана к Ново-Иерусалимскому Воскресенскому монастырю.
В 1681 году Тихонову пустынь предположено было со всеми угодьями отписать к городу Болхову, где проектировано было открыть епископскую кафедру. Но этому проекту не суждено было осуществиться, и Воскресенский монастырь продолжал оставаться в прежнем положении до 1764 года, когда, по распоряжению Правительства, монастырь был закрыт, а его обширные владения отобраны были в казну.
С упразднением монастыря Воскресенский храм сделан был приходской церковью. В состав прихода вошли бывшие монастырские крестьяне, проживавшие в слободах: Бережок и Рясник и в деревнях: Бойковой, Трыковке, Мокрой и Мылинке.
В 1938 году Воскресенский храм был закрыт советской властью. В 1945 году Воскресенский храм монастыря был на некоторое время открыт. В 1990 году — началось восстановление главного храм монастыря.
17 августа 2004 года Карачевский Воскресенский монастырь был возрождён.
В двух километрах от монастыря находится святой источник.
При монастыре действует воскресная школа для детей.

## Настоятели монастыря
Основание этого монастыря принадлежит священноиноку Тихону. В 1585 году ею уже управлял игумен Захарий. В древнем синодике Воскресенского монастыря, написанном «тщанием тыя обители строителя Антония» и иеромонаха Гавриила в 1700 году, вслед за царскими именами вписан и «род строителя монаха Тихона». В поминальном синодике монастыря значилось, что преподобный Тихон «преставися в 1609 г. Августа в день» и погребен в основанной им обители с южной стороны церкви в особом приделе. Над могилою его устроено каменное надгробие и положен самородный камень с надписью о времени кончины почившего. На надгробии было нанесено его изображение во весь рост, но сегодня там находятся три надгробия — которое из них Тихона, определить пока не удалось, изображений на надгробиях не сохранилось.
Ближайшими преемниками Преподобного Тихона по управлению основанной им пустыни были: игумен Макарий «Карачевец», игумен Закхей «убиенный», игумен Павел и игумен Мисаил, при котором за Воскресенским монастырем значилась вотчина: «по реке по Снежети вниз левый берег по Брянский рубеж с упалыми речками и рыбными ловлями и с бобровыми гоны и с хмелевыми болоты». Кроме того, тому же монастырю принадлежало «в городской осыпи» место в длину 12 саж. И поперек 10 саж.; «здесь, очевидно, находился монастырский ходный двор, в котором укрывались иноки во время нападений крымских татар». После игумена Мисаила настоятелями Тихоновой пустыни преемственно были игумен Афанасий Федоров, строитель Иов и чёрный поп Иосаф, поставленный игуменом Патриархом Иоакимом в 1675 году. После Иосафа игумен был Варлаам.
Настоятелем обители с 2007 года был иеромонах (с 2007 г. — игумен) Митрофан (Охалов). В настоящее время исполняющим обязанности настоятеля монастыря назначен иеромонах Никон (Кузнецов).

## Воскресенский храм
Воскресенский храм — главный храм монастыря — двухэтажный, каменный, с колокольней. Нижний храм отапливаемый, верхний летний. Престолов в нём три: на верхнем этаже во имя Обновления храма Воскресения Христа, в нижнем теплом — во имя Смоленской иконы Божией Матери и в приделе — во имя св. Тихона Амафунтского. Храм построен Великою Княжною Татьяной Михайловной, но когда именно — неизвестно. Величественность здания и редкая прочность являются подтверждением больших материальных средств, выделенных на строительство храма. С южной стороны алтаря находятся две могилы, из них в одной погребен схимонах Иоаким, в другой — воевода Хитрово. С северной стороны церкви находятся могилы генерал-майора Хитрово и полковников Добровольского и Пашкова. Приходское кладбище находилось у церковной ограды. Именно в правом пределе Воскресенской церкви в одном из трех захоронений под спудом и находятся мощи преподобного Тихона Карачевского.